# Amtsgericht Mirow
Das Amtsgericht Mirow war ein Gericht der ordentlichen Gerichtsbarkeit in Mirow (heute in Mecklenburg-Vorpommern).

## Geschichte
In Mirow befand sich vor 1879 das Amtsgericht Mirow als Eingangsgericht. Daneben bestanden Patrimonialgerichte. Übergeordnete Instanz war die Justizkanzlei Strelitz.
Mit der Verordnung zur Ausführung des Gerichtsverfassungsgesetzes vom 27. Januar 1877 vom 17. Mai 1879 wurden die Änderungen der Reichsjustizgesetze im Großherzogtum Mecklenburg-Strelitz umgesetzt. Die bisherigen Gerichte wurden aufgehoben, und es wurden zehn Amtsgerichte (darunter das Amtsgericht Mirow), ein Landgericht (das Landgericht Neustrelitz) und ein Oberlandesgericht (das gemeinsame Oberlandesgericht Rostock) geschaffen.
Der Gerichtssprengel des Amtsgerichts Feldberg umfasste danach aus dem Domanialamt Mirow die Orte Babke, Blankenförde mit Kateldütt, Buschhof, Canow, Neu-Canow mit Neu-Canower Teerofen, Dalmsdorf, Drosedow mit Neu-Drosedow, Fleth, Alt-Garz mit Neu-Garz und Gehrenscher Mühle, Granzin mit Henningsfelde, Granzow, Grünplan, Kotzow, Kratzeburg, Krienke mir Priesterbäck, Leussow, der Flecken Mirow, Mirowdorf, Peetsch mi Peetscher Teerofen, Qualzow, Roggentin mit Neufeld und Zwenzower Teerofen, Schillersdorf, Starkow mit Holm, Vietzen, Wustrow, Neu-Wustrow, Zartwitz mit Zartwitzer Hütte und Zielitz sowie Zirzow. Das Amtsgericht hatte 1880 eine Richterstelle und war für 6741 Gerichtseingesessene verantwortlich. Es war damit ein kleines Gerichte im Landgerichtsbezirk.
Nach dem Zweiten Weltkrieg wurden die Amtsgerichte im Land Mecklenburg neu geordnet, und das Amtsgericht Mirow entstand nicht neu.